# Грайндкор
Грайндкорът (Grindcore) е жанр, идващ от смесването на класическия пънк с хардкор и дет метъл. Първото поколение грайндкор групи са чисто политически, много от тях с ясни изразени анархистки идеи. При тях се набляга повече на бързината и първичността на звука. Емблематична група за ранните години на поява на стила е Napalm Death. Впоследствие бива развит в различните си видове, като се започва вкарването не само музикално на дет метъл мотиви, но и лирики, добавят се електронни звуци или се правят песни с модифициран звук, в съпровод просто от шумове и ритъм.

## Разновидности на стила
Видовете са разнообразни и варират от чист грайндкор, през по-дет метъл повлиян такъв, до „безсмислено“, на пръв поглед, дрънчене по китарите и барабаните, което всъщност представлява некоординирана комбинация от модулирани звуци или синтетична музика.

1. Грайндкор (Grindcore)

2. Ноизкор (Noisecore)

3. Кръстграйнд (Crustgrind)

4. Пауървайълънс (Powerviolence)

5. Горграйнд (Goregrind)

6. Горнойз (Gorenoise)

7. Минскор (Mincecore)

8. Киберграйнд (Cybergrind)

9. Детграйнд (Deathgrind)

и други.

## По-съществени изпълнители за стила
Най-разпространените изпълнители на grind са (по азбучен ред):
Agathocles,
Agoraphobic Nosebleed,
Ahumado Granujo,
Anal Birth,
Anal Bleeding,
Anal Cunt,
Animal Killing People,
Assück,
Brutal Truth
Brutality Reigns Supreme,
Circle Of Dead Children,
Carcass, Cliteater,
Cock And Ball Torture,
Corpsefucking Art,
Cumchrist
C.V.I.,
Disgorge (USA & Mex),
Exhumed,
Exit 13,
Gut,
Inhume,
Last Days Of Humanity,
Lord Gore,
Lymphatic Phlegm,
Mortician,
Napalm Death,
Nasum,
Regurgitate,
Repulsion,
Reek Of Shits,
Sikfuk,
Sore Throat,
Squash Bowels,
Terrorizer,
Torsofuck,
Urine Festival,
XXX Maniak и други.

## Български изпълнители
Българските изпълнители на grindcore и разновидностите му са сравнително малко:

Anal Dissected Angel – Deathgrind

Anal Macabre – Grindcore

Act Of Grotesque – Brutal Death

Corpse – Grindcore (считана за първата група в жанра в България)

Cocklush – Goregrind

Discord – Noisecore

Durvar – Noisecore

Fecal Christ – Noisecore

Green Scum – Grindcore

Grossness – Noisecore

Human Trophies – Goregrind

Jareniy Ciplyonak – Noisecore

Necro Jesus – Grindcore

Mass Grave – Brutal Death Metal

Mizerere – Death Metal

Oophoroma – Cybergrind/Goregrind

Razgruha – Grindcore

Sauerkraut – Grindcore/Mincecore

Vaginal Lobotomy – Cybergrind/Noisegrind

Vomit Erection – Brutal Death Metal

V.O.A. – Crust/Grind

Nice Side Of Pathology -Death/Grind

Botulism -Death/Grind
Група Х Архив на оригинала от 2014-10-14 в Wayback Machine. -Punk/Grind